# Nordycka tożsamość Estonii

Propozycja estońskiej flagi z krzyżem skandynawskim

Nordycka tożsamość Estonii – wizja Estonii jako należącej do wspólnoty krajów nordyckich pod względem kulturowym lub pogląd, że w przyszłości powinna być za taką uważana.

## Rys historyczny i postawy społeczne
Klasyfikacja Estonii jako kraju nordyckiego jest w Estonii znacznie rozpowszechniona. Dążenie do zdefiniowania Estonii jako kraju nordyckiego istniało w Estonii już od czasu wojny o niepodległość w 1918 roku. Entuzjastą idei odcięcia się od wpływów Rosji i zbliżenia Estonii do krajów nordyckich był polityk estoński Aleksander Kesküla, który już podczas I wojny światowej proponował stworzenie Federacji Państw Morza Baltyckiego która obejmowałaby Skandynawię i prowincje ówczesnego Imperium Rosyjskiego składające się obecnie na Finlandię i Państwa Bałtyckie.
Po odzyskaniu niepodległości przez Estonię od Związku Radzieckiego w 1991 r. powrócono do idei identyfikacji z kulturą nordycką. Przełomową rolę odegrało przemówienie ówczesnego ministra spraw zagranicznych Estonii Toomasa Hendrika Ilvesa w Szwedzkim Instytucie Spraw Zagranicznych w 1999 roku zatytułowane Estonia as a Nordic Country.
Powiązania ze Skandynawią od czasów estońskiej epoki wikingów, a później bycie częścią imperiów Danii i Szwecji (łącznie przez około 279 lat) pozostawiły trwały wpływ na powstanie estońskiej tożsamości narodowej podczas przebudzenia narodowego. Około 15% słów pojawiających się we współczesnym języku estońskim jest pochodzenia germańskiego, z czego wiele słów pochodzi z języka staronordyckiego, szwedzkiego, ale także z fińskiego i języków bałtyckich.

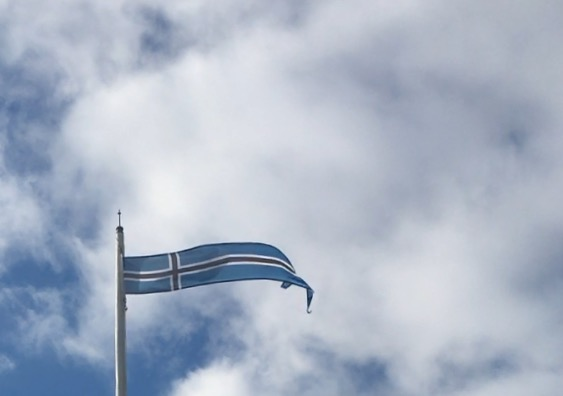
Flaga Estonii z krzyżem skandynawskim na wyspie Vormsi

Wizerunek swojej tożsamości, jaki mają młodzi Estończycy jest podobny do tego, jaki przedstawiają Finowie (chodzi zarówno o osoby narodowości ugrofińskiej, jak i nordyckiej), podczas gdy nasza tożsamość jako Europejczyków jest podobnie silna jak na Łotwie – inaczej niż wśród młodych ludzi z Finlandii i Szwecji.
[...] zaobserwowano wzrost znaczenia przynależności do nordyckiego obszaru kulturowego; zrównał się on z poziomem identyfikowania się z tożsamością bałtycką wśród Estończyków.
Socjolog Mikko Lagerspetz wyróżnił trzy wiodące postawy wobec tożsamości nordyckiej w społeczeństwie estońskim:
1. Estonia jest już krajem nordyckim;
2. Estonia musi zostać krajem nordyckim, ale jeszcze nim nie jest;
3. Estonia powinna kroczyć własną, niepowtarzalną ścieżką[9].

## Współczesna narracja polityczna
Ważnym elementem reorientacji Estonii po odzyskaniu niepodległości były bliższe związki z krajami nordyckimi, zwłaszcza Finlandią i Szwecją. W grudniu 1999 roku ówczesny minister Spraw Zagranicznych Estonii (i prezydent Estonii od 2006 do 2016 roku) Toomas Hendrik Ilves wygłosił przemówienie zatytułowane „Estonia jako kraj nordycki” w Szwedzkim Instytucie Spraw Międzynarodowych. W 2003 roku ministerstwo spraw zagranicznych gościło również wystawę zatytułowaną „Estonia: Nordic with a Twist”. W 2015 roku premier Estonii Taavi Rõivas określił narrację tego kraju jako „Nowy kraj nordycki”. Konferencja z udziałem szefów rządów koalicyjnych odbyła się we wrześniu 2016 roku, podczas której omawiano perspektywy Estonii jako kraju nordyckiego.
Kraje skandynawskie opierają się na mocnych fundamentach wartości, a jednocześnie są również bardzo innowacyjne. Istnieje pewna racjonalna postawa – i tutaj Estonia zdecydowanie podziela ich poglądy. Ale wśród rzeczy, które chcielibyśmy zrobić trochę inaczej lub nawet lepiej, jest stworzenie środowiska, w którym kultura przedsiębiorczości jest silniejsza, a polityka podatkowa bardziej elastyczna, niż ma to zazwyczaj miejsce w krajach skandynawskich [...] To bardzo dobry powód, dla którego musimy znaleźć rozwiązania, w których musimy być bardziej innowacyjni – nie osiągnęliśmy jeszcze takiego poziomu życia jak kraje skandynawskie. Dlatego musimy się bardziej starać, a nasz wzrost gospodarczy musi być jednocześnie wyższy. – Taavi Rõivas, Premier Estonii.
Rada Nordycka była historycznie zdecydowanym zwolennikiem niepodległości Estonii od Związku Radzieckiego. Biuro Nordyckiej Rady Ministrów w Estonii zostało otwarte wiosną 1991 roku. W 2016 roku Nordycka Rada Ministrów otworzyła w Narwie oddział rosyjskojęzyczny.
Kersti Kaljulaid, prezydent Estonii w latach 2016-2021, skomentowała poglądy ówczesnego estońskiego ministra spraw zagranicznych Ilvesa, mówiąc, że nie chce używać „nacechowanych słów”, takich jak nordycki czy bałtycki, ale woli nazywać podobnie myślące kraje północnej Europy „nordyckim Beneluksem”.

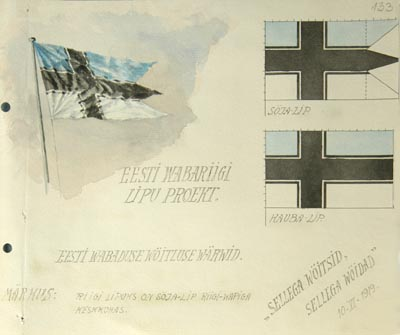
Propozycja estońskiej flagi z 1919 roku

Kiedy w 2016 roku zmieniono nazwę estońskiej państwowej linii lotniczej na Nordica, Erik Sakkov, ówczesny członek zarządu firmy, wyjaśnił nazewnictwo linii (według niektórych estońskich mediów) ciągłą samoidentyfikacją Estonii wśród krajów nordyckich (est. Põhjamaad). W podobnym wyjaśnieniu, które zostało opublikowane na stronie głównej Nordica w języku angielskim, Sakkov stwierdził, że motywacją stojącą za nadaniem takiej nazwy jest podkreślenie powiązania Estonii z Europą Północną.
Ambasador Szwecji w Estonii, Anders Ljunggren, stwierdził w 2015 roku, że Estonia byłaby od dawna uważana za kraj nordycki przez inne kraje nordyckie, „gdyby historia była inna... Różnice między Estonią a Szwecją z roku na rok zmniejszają się, ze względu na fakt, że oba kraje coraz bardziej się poznają”.

## Krytyka
Profesor Królewskiego Instytutu Technicznego w Sztokholmie Per Högselius napisał opinię na ten temat w 2003 roku, traktując ten pomysł jako niepopularny, ale doszedł ostatecznie do wniosku, że „z czasem Estończycy mogą nas przekonać”. Fińskie Stowarzyszenie Tuglas, zrzeszające osoby zainteresowane upowszechnianiem kultury i języka estońskiego w Finlandii, twierdzi, że znana z definicji „nordyckość”, do której zmierza Estonia, już nie istnieje, będąc reliktem minionych czasów.